# Мар'янка-де-Жос
Нижня Мар'янівка, Мар'янка-де-Жос (рум. Marianca de Jos) — село в Молдові в Штефан-Водському районі. Утворює окрему комуну.